# Liste de films tournés dans le département de l'Aude
Un certain nombre d'œuvres cinématographiques et télévisuelles ont été tournés dans le département de l'Aude, classés par commune et lieu de tournage et date de diffusion.
Voici une liste à compléter de films, téléfilms, feuilletons télévisés, films documentaires… tournés dans le département de l'Aude.
- Haut – A
- B
- C
- D
- E
- F
- G
- H
- I
- J
- K
- L
- M
- N
- O
- P
- Q
- R
- S
- T
- U
- V
- W
- X
- Y
- Z

## A
- Azille
  - 1968 : Le Petit Baigneur de Robert Dhery

- Alet-les-Bains
  - 1934 : Sans famille de Marc Allégret

- Haut – A
- B
- C
- D
- E
- F
- G
- H
- I
- J
- K
- L
- M
- N
- O
- P
- Q
- R
- S
- T
- U
- V
- W
- X
- Y
- Z

## B
- Bages

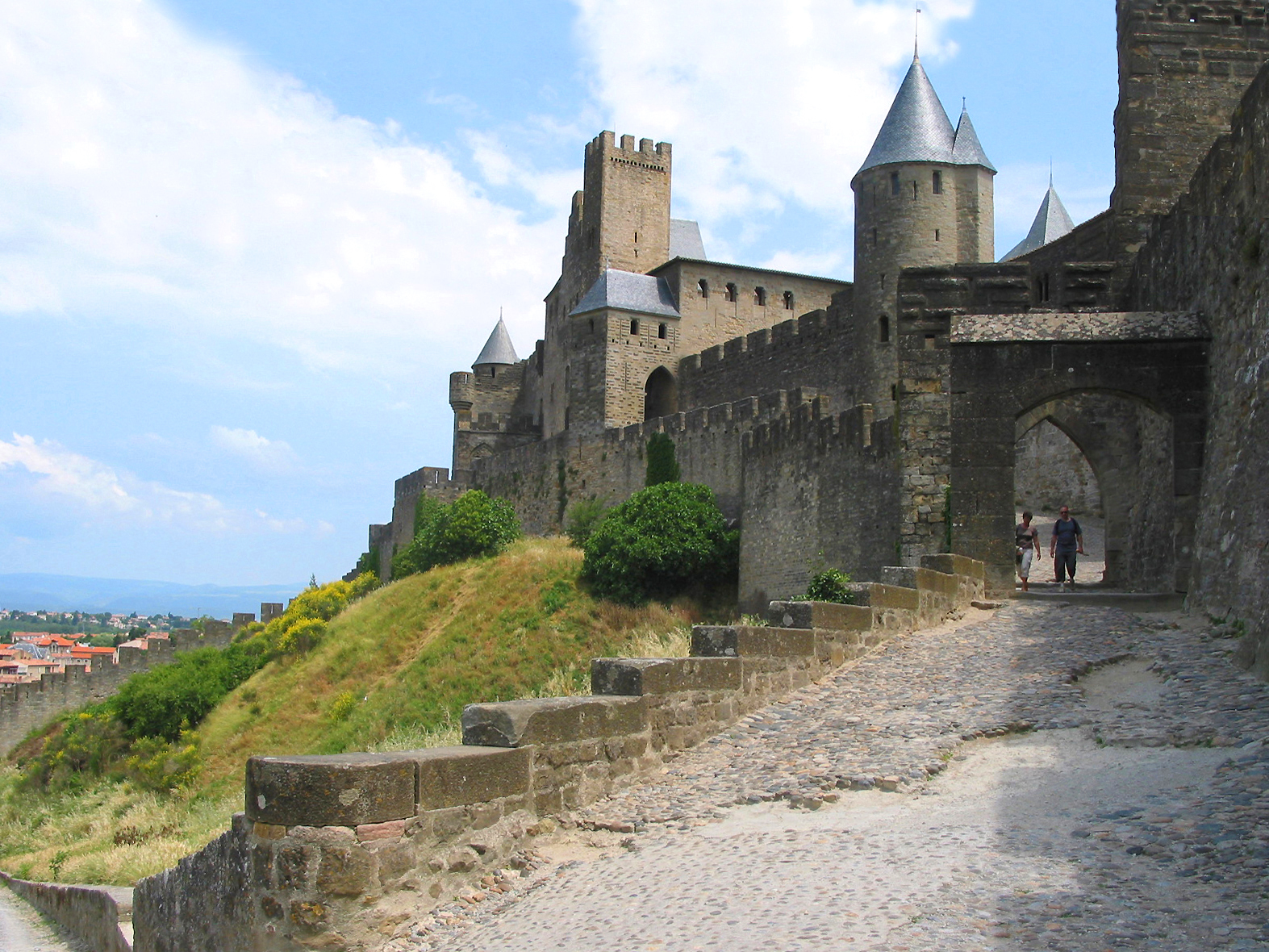
Cité de Carcassonne : La porte de l'Aude

  - 2013 : La Grande Boucle de Laurent Tuel[1]
- Bram
  - 2014 : Vie sauvage de Cédric Kahn
  - 2017 : Les Hommes du feu de Pierre Jolivet

- Haut – A
- B
- C
- D
- E
- F
- G
- H
- I
- J
- K
- L
- M
- N
- O
- P
- Q
- R
- S
- T
- U
- V
- W
- X
- Y
- Z

## C
- Capendu
  - 1999 : La Neuvième Porte (The Ninth Gate) de Roman Polanski

- Carcassonne
  - 1974 : Mes petites amoureuses de Jean Eustache - Gare de Carcassonne
  - 2022 : La Fille et le Garçon (film, 2022) de Jean-Marie Besset
- Cité de Carcassonne
  - 1924 : Le Miracle des loups de Raymond Bernard
  - 1929 : La Merveilleuse Vie de Jeanne d'Arc, fille de Lorraine de Marco de Gastyne
  - 1934 : Sans famille de Marc Allégret
  - 1935 : Adémaï au Moyen Âge de Jean de Marguenat
  - 1945 : La Fiancée des ténèbres de Serge de Poligny
  - 1961 : Le Miracle des loups d'André Hunebelle
  - 1964 : Le Corniaud de Gérard Oury
  - 1966 : Fahrenheit 451 de François Truffaut
  - 1968 : Le Lion en hiver d'Anthony Harvey
  - 1971 : Quentin Durward, feuilleton télévisé de Gilles Grangier[2].
  - 1982 : Une glace avec deux boules ou je le dis à maman de Christian Lara
  - 1985 : La Promise de Franc Roddam
  - 1991 : Robin des Bois, prince des voleurs de Kevin Reynolds[3]
  - 1993 : Les Visiteurs de Jean-Marie Poiré
  - 1997 : Le Destin de Youssef Chahine
  - 2008 : De brief voor de koning de Pieter Verhoeff
  - 2011 : Labyrinthe de Christopher Smith
  - 2014 : Vie Sauvage de Cédric Kahn
  - 2016 : Les Hommes du feu de Pierre Jolivet
  - 2020 : Selon la police de Frédéric Videau
  - 2021 : Overdose de Olivier Marchal

- Castans
  - 2014 : Vingt et une nuits avec Pattie des frères Larrieu[2]

- Castelnaudary
  - 1944 : Vautrin de Pierre Billon
  - 1948 : Le Destin exécrable de Guillemette Babin de Guillaume Radot
  - 1994 : L'Enfer de Claude Chabrol

- Haut – A
- B
- C
- D
- E
- F
- G
- H
- I
- J
- K
- L
- M
- N
- O
- P
- Q
- R
- S
- T
- U
- V
- W
- X
- Y
- Z

## D
- Haut – A
- B
- C
- D
- E
- F
- G
- H
- I
- J
- K
- L
- M
- N
- O
- P
- Q
- R
- S
- T
- U
- V
- W
- X
- Y
- Z

## F
- Fajac-en-Val
  - 1971 : Quentin Durward, feuilleton télévisé de Gilles Grangier.

- Fleury
  - 1968 : Le Petit Baigneur de Robert Dhery

- Haut – A
- B
- C
- D
- E
- F
- G
- H
- I
- J
- K
- L
- M
- N
- O
- P
- Q
- R
- S
- T
- U
- V
- W
- X
- Y
- Z

## G
- Gruissan
  - 1942 : Cap au large de Jean-Paul Paulin
  - 1986 : 37°2 le matin de  Jean-Jacques Beineix[4]

- Haut – A
- B
- C
- D
- E
- F
- G
- H
- I
- J
- K
- L
- M
- N
- O
- P
- Q
- R
- S
- T
- U
- V
- W
- X
- Y
- Z

## L
- Leucate
  - 2009 : Bellamy de Claude Chabrol

- Limoux
  - 1934 : Sans famille de Marc Allégret

- Haut – A
- B
- C
- D
- E
- F
- G
- H
- I
- J
- K
- L
- M
- N
- O
- P
- Q
- R
- S
- T
- U
- V
- W
- X
- Y
- Z

## M
- Mirepeisset
  - 1968 : Le Petit Baigneur de Robert Dhery

- Montagne Noire
  - 2019 : Riquet, le songe de Naurouze de Jean Périssé[5]

- Montréal
  - 1989 : La Vie et rien d'autre de Bertrand Tavernier

- Haut – A
- B
- C
- D
- E
- F
- G
- H
- I
- J
- K
- L
- M
- N
- O
- P
- Q
- R
- S
- T
- U
- V
- W
- X
- Y
- Z

## N
- Narbonne
  - 1966 : Le père Noël a les yeux bleus de  Jean Eustache
  - 1972 : César et Rosalie de  Claude Sautet
  - 1974 : Mes petites amoureuses de  Jean Eustache
  - 1986 : 37°2 le matin de  Jean-Jacques Beineix[6]
  - 2012 : Inquisitio série télévisée de Nicolas Cuche et Lionel Pasquier
  - 2013 : La Grande Boucle de Laurent Tuel[1]

- Haut – A
- B
- C
- D
- E
- F
- G
- H
- I
- J
- K
- L
- M
- N
- O
- P
- Q
- R
- S
- T
- U
- V
- W
- X
- Y
- Z

## P
- Port-la-Nouvelle

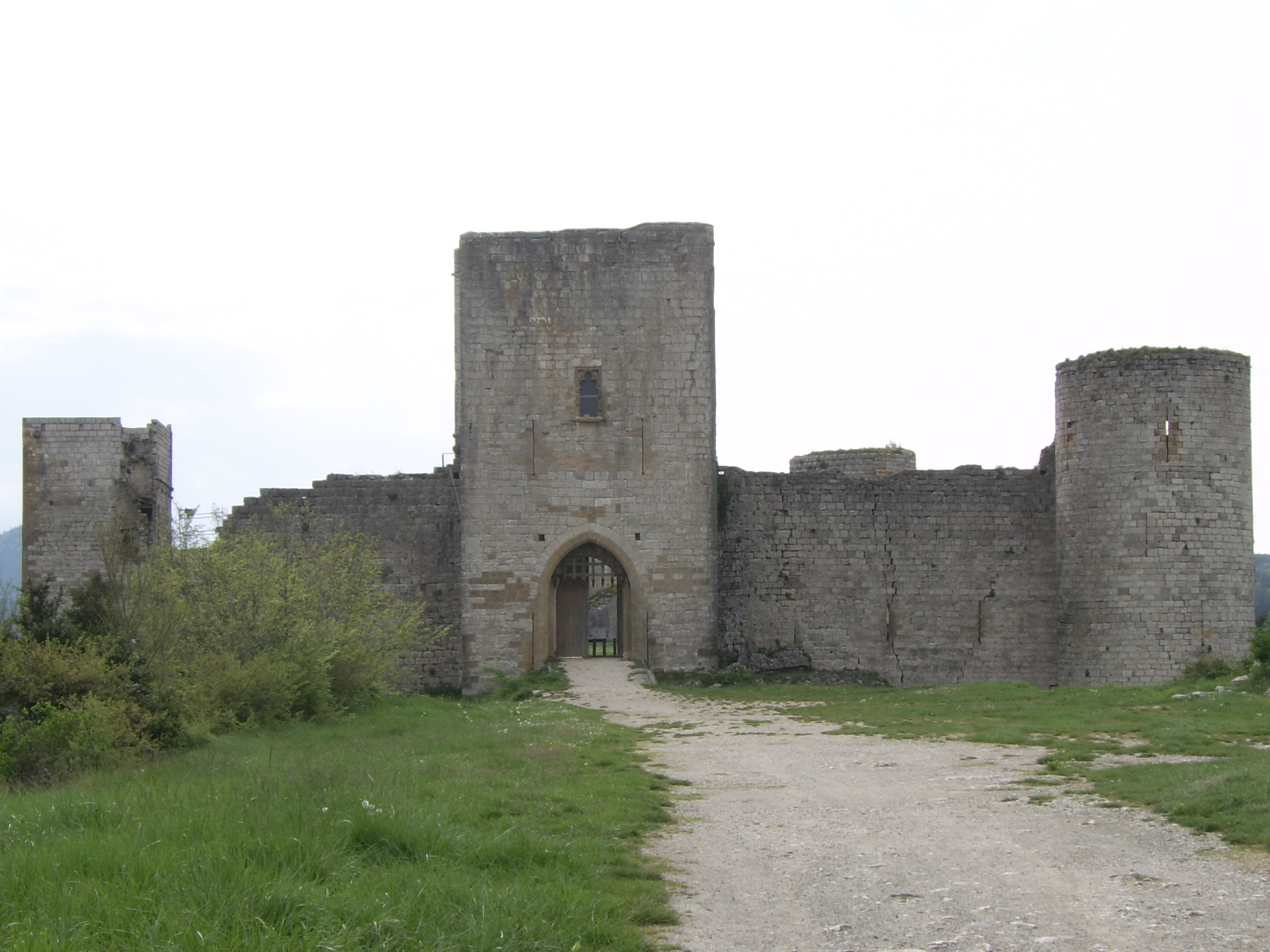
Le Château de Puivert

  - 2005 : Le Passager de Éric Caravaca
  - 2011 : L'avocat de Cédric Anger

- Puivert
  - 1987 : La Passion Béatrice de Bertrand Tavernier[7]
  - 1999 : La Neuvième Porte (The Ninth Gate) de Roman Polanski[7]

- Haut – A
- B
- C
- D
- E
- F
- G
- H
- I
- J
- K
- L
- M
- N
- O
- P
- Q
- R
- S
- T
- U
- V
- W
- X
- Y
- Z

## R
- Rieux-en-Val
  - 1961 : Le Miracle des loups d'André Hunebelle

- Haut – A
- B
- C
- D
- E
- F
- G
- H
- I
- J
- K
- L
- M
- N
- O
- P
- Q
- R
- S
- T
- U
- V
- W
- X
- Y
- Z

## S
- Saint-Marcel-sur-Aude
  - 1974 : Mes petites amoureuses de  Jean Eustache

- Sallèles-d'Aude
  - 1968 : Le Petit Baigneur de Robert Dhery
  - 2019 : Riquet, le songe de Naurouze de Jean Périssé[5]

- Haut – A
- B
- C
- D
- E
- F
- G
- H
- I
- J
- K
- L
- M
- N
- O
- P
- Q
- R
- S
- T
- U
- V
- W
- X
- Y
- Z

## T
- Tuchan

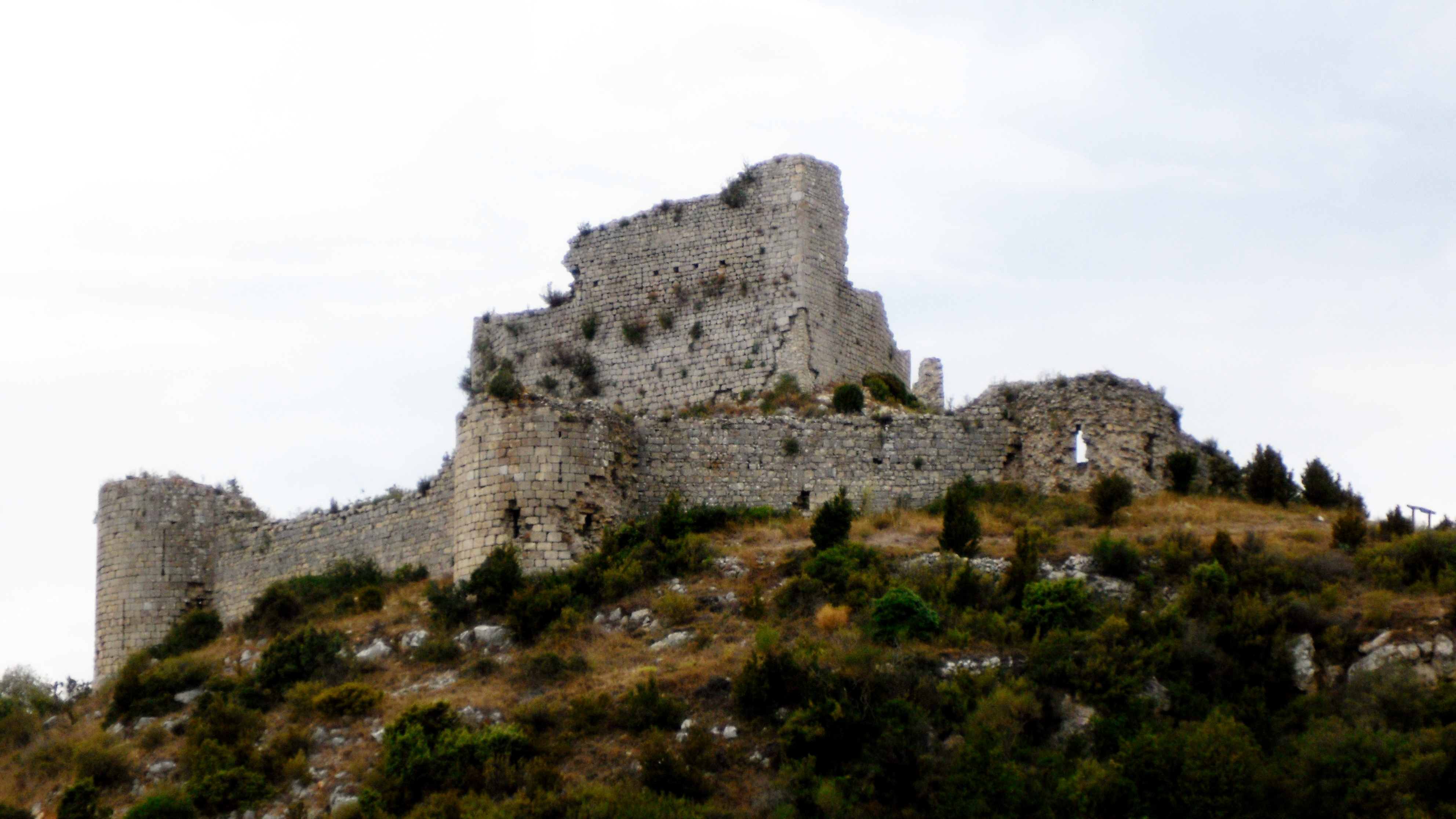
Château d'Aguilar

  - 1999 : Tramontane mini-série d'Henri Helman[8]

- Trèbes
  - Sans famille de Marc Allégret

- Haut – A
- B
- C
- D
- E
- F
- G
- H
- I
- J
- K
- L
- M
- N
- O
- P
- Q
- R
- S
- T
- U
- V
- W
- X
- Y
- Z

## V
- Villemagne
  - 2013 : La Grande Boucle de Laurent Tuel[1]

- Haut – A
- B
- C
- D
- E
- F
- G
- H
- I
- J
- K
- L
- M
- N
- O
- P
- Q
- R
- S
- T
- U
- V
- W
- X
- Y
- Z